# OpenEXR
OpenEXR és un format d'arxiu per a imatges de mapa de bits d'alt rang dinàmic pensat per a aplicacions d'imatges per ordinador. És de codi obert sota llicència BSD3CLAUSE, format similar al BSD. Fou desenvolupat per Industrial Light & Magic (ILM), les primeres pel·lícules que van emprar OpenEXR van ser Harry Potter and the Sorcerers Stone, Men in Black II, Gangs of New York i Signs. Des de llavors, OpenEXR s'ha convertit en el format de fitxer d'imatge principal d'ILM i àmpliament adoptat per diversos estudis com Weta Digital, Walt Disney Animation Studios, Sony Pictures Imageworks, Pixar Animation Studios o DreamWorks.